# Diócesis de Chifeng
La diócesis de Chifeng, de Chihfeng o de Chìfēng (en latín: Dioecesis Cefomensis y en chino: 天主教赤峰教区) es una circunscripción eclesiástica de la Iglesia católica en China. Se trata de una diócesis latina, sufragánea de la arquidiócesis de Fengtian. Desde el 24 de septiembre de 2006 es sede vacante, aunque para el Anuario Pontificio está vacante desde el 21 de abril de 1949. La Asociación Patriótica Católica China en 1959 fusionó la parte oriental de la prefectura apostólica de Lindong con la diócesis de Chifeng sin permiso de la Santa Sede y luego de un reordenamiento de sus límites en 1980 mantiene una diócesis patriótica de Chifeng con límites no reconocidos por la Santa Sede.

## Territorio y organización
La diócesis tiene 75 087 km² y extiende su jurisdicción sobre los fieles católicos de rito latino residentes en parte de la región autónoma de Mongolia Interior. 
La sede de la diócesis se encuentra en la ciudad de Ulanhad o Chifeng, en donde se halla la Catedral del Sagrado Corazón de Jesús.

## Historia
La prefectura apostólica de Chifeng fue erigida el 21 de enero de 1932 con el breve Romani Pontifices del papa Pío XI, derivando el territorio del vicariato apostólico de Jehol (hoy diócesis de Jehol o Rehe). La prefectura apostólica quedó confiada al cuidado del clero indígena y se formó con 6 condados de la provincia de Rehe o Jehol: Chihfeng, Kienping, Outan, Ningcheng, Weichang y Kingpeng.
En marzo de 1933 el ejército japonés de Kwantung ocupó la provincia de Jehol y la colocó bajo la jurisdicción de Manchukuo, pero a los sacerdotes extranjeros todavía se les permitía continuar predicando y sirviendo localmente. Tras la invasión soviética el 15 de agosto de 1945 el emperador del Japón anunció la rendición poniendo fin a la Segunda Guerra Mundial y la República de China se apoderó de las cuatro provincias del noreste de Manchukuo.
El 21 de abril de 1949 la prefectura apostólica fue elevada al rango de diócesis con la bula Per Apostolicas Litteras del papa Pío XII.
En noviembre de 1948 el Partido Comunista de China capturó la provincia de Rehe, se impuso en la guerra civil y proclamó la República Popular China el 1 de octubre de 1949. El 4 de septiembre de 1951 China comunista expulsó al nuncio apostólico Antonio Riberi y la Santa Sede continuó reconociendo a la República de China en Taiwán como el legítimo gobierno chino. Todos los misioneros extranjeros fueron expulsados de China comunista en 1952, mientras que los creyentes y el clero local fueron enviados de regreso a sus lugares de origen o obligados a trabajar en áreas rurales, y la obra misional fue detenida por completo. La provincia de Rehe fue abolida el 30 de julio de 1955 y el área de Chifeng quedó dentro de la región autónoma de Mongolia Interior.
La Asociación Patriótica Católica China fue creada con el apoyo de la Oficina de Asuntos Religiosos de la República Popular de China en 1957, con el objetivo de controlar las actividades de los católicos en China. Su nombre público es Iglesia católica china y es referida como la "Iglesia oficial" en contraposición a la "Iglesia subterránea" o "Iglesia clandestina" leal a la Santa Sede.
La Asociación Patriótica Católica China renombró en junio de 1958 a la diócesis de Jehol como diócesis de Jinzhou y con la ciudad de Chengde y áreas adyacentes de la diócesis de Chifeng erigió la diócesis de Chengde, sin asentimiento de la Santa Sede. En 1959 la Asociación Católica Patriótica China fusionó la parte oriental de la prefectura apostólica de Lindong con la diócesis de Chifeng sin permiso de la Santa Sede.
En el período de 1966 a 1976 la Revolución Cultural se ensañó especialmente contra la religión, la catedral de Chifeng resultó dañada y cesaron todas las actividades religiosas en la diócesis. A principios de la década de 1980 la diócesis reanudó gradualmente las actividades religiosas y recuperó y restauró la catedral de Chifeng.
En agosto de 1980, sin permiso de la Santa Sede, el Segundo Congreso de la Asociación Patriótica Católica China reestructuró los límites de diócesis de la región autónoma de Mongolia Interior basándose en divisiones administrativas.
En 1990 fue ordenado por primera vez después de 1957 un obispo de la "Iglesia oficial patriótica china", Andreas Zhu Wenyu, que fue reconocido por la Santa Sede. Falleció el 24 de septiembre de 2006.
El 22 de septiembre de 2018 se firmó en Pekín el Acuerdo provisional entre la Santa Sede y la República Popular de China sobre el nombramiento de los obispos. El 22 de octubre de 2020 el acuerdo fue prorrogado por otros dos años y en octubre de 2022 por otros dos años más.
Como un signo de acercamiento entre la Santa Sede y las autoridades chinas, la diócesis de Chengde fue erigida por el papa Francisco el 8 de septiembre de 2018, con la bula Pulcherrima mulierum. Su territorio se obtuvo de la diócesis de Jehol y del sector de la diócesis de Chifeng dentro de la provincia de Hebei.
Debido a la situación particular de la Iglesia católica en China, la Santa Sede no nombra obispos para las diócesis chinas, que son sedes oficialmente vacantes incluso en presencia de obispos reconocidos por Roma.

## Estadísticas
Según el Anuario Pontificio 2002 la diócesis tenía a fines de 1950 un total de 29 582 fieles bautizados.
| Año                                                                             | Población            | Población | Población      | Sacerdotes | Sacerdotes    | Sacerdotes    | Bautizados por sacerdote | Diáconos permanentes | Religiosos | Religiosos | Parroquias |
| Año                                                                             | Bautizados católicos | Total     | % de católicos | Total      | Clero secular | Clero regular | Bautizados por sacerdote | Diáconos permanentes | Varones    | Mujeres    | Parroquias |
| ------------------------------------------------------------------------------- | -------------------- | --------- | -------------- | ---------- | ------------- | ------------- | ------------------------ | -------------------- | ---------- | ---------- | ---------- |
| 1950                                                                            | 29 582               | 798 000   | 3.7            | 38         | 34            | 4             | 778                      |                      | 3          | 98         |            |
| Fuente: Catholic-Hierarchy, que a su vez toma los datos del Anuario Pontificio. |                      |           |                |            |               |               |                          |                      |            |            |            |

## Episcopologio
- Luca Tchao † (11 de enero de 1932-21 de abril de 1949 renunció)
  - Sede vacante
  - Fabian Cheu † (21 de abril de 1949-1982) (administrador apostólico clandestino)
  - Andreas Zhu Wenyu † (28 de octubre de 1990 consagrado-24 de septiembre de 2006 falleció) (obispo oficial)